# Peregrinus von Auxerre
Peregrinus von Auxerre (französisch Pèlerin d’Auxerre, Pérégrin, lat. Sanctus Peregrinus) (~ um 304) war ein katholischer Priester und wird als der erste Bischof des Bistums Auxerre angesehen. Er wurde 1726 heiliggesprochen. Als Namenstag wird der 16. Mai gefeiert.

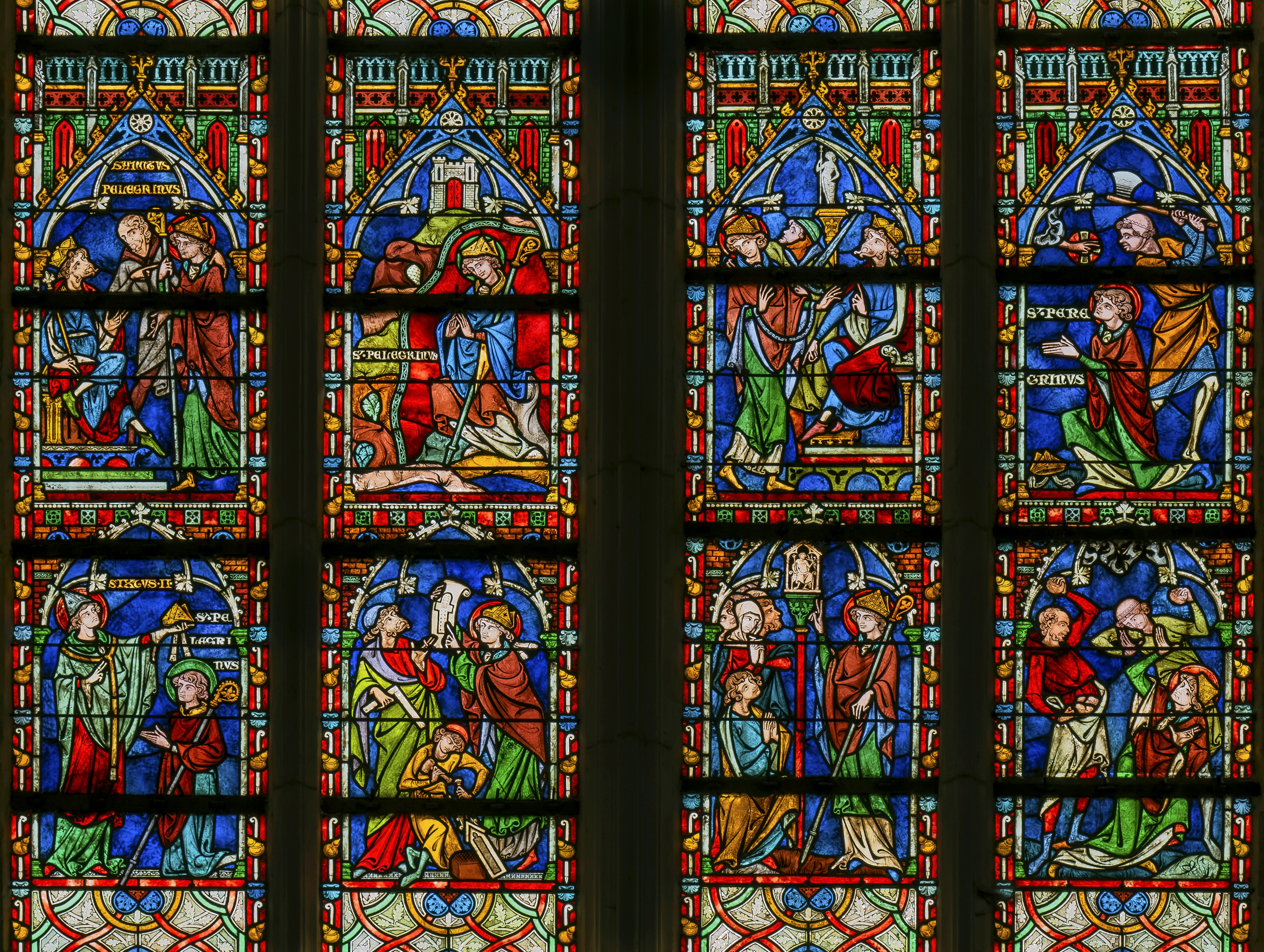
Das Leben des Heiligen Peregrinus von Auxerre, Glasmalerei von 1882, Kathedrale von Auxerre

## Leben
Der Überlieferung nach wurde Peregrinus von Papst Sixtus II. nach Gallien entsandt, wo er im Raum Auxerre erfolgreich evangelisierte. Ob er wirklich ein Bischofsamt innehatte, ist umstritten; erst Jahrhunderte später wird er in einer Chronik des Bistums Auxerre als erster Bischof genannt. In der diokletianischen Christenverfolgung vielleicht aber auch schon in der valerianischen, soll er als Märtyrer enthauptet worden sein.

## Namensursprung
Im Spätlatein wurde der Begriff pelegrinus als Ableitung von peregrinus zum Pilger (französisch pélerin); „der in die Fremde reist“.

## Sprichwort
Im Département Yonne kennt man das Sprichwort: „am Heiligen Pelerin (18. Mai) gefriert weder Brot noch Wein“.